# Pozoamargo
Pozoamargo település Spanyolországban, Cuenca tartományban. Pozoamargo Sisante, Casas de Guijarro, Casas de Benítez, La Roda, Casas de Haro és Vara de Rey községekkel határos. Lakosainak száma 265 fő (2024).

## Népesség
A település népessége az utóbbi években az alábbiak szerint változott:
| Lakosok száma | 332  | 338  | 382  | 372  | 390  | 329  | 316  | 292  | 289  | 265  |
|               | 2001 | 2004 | 2006 | 2009 | 2011 | 2014 | 2016 | 2019 | 2021 | 2024 |